# Viktor Viktorovics Manakov
Viktor Viktorovics Manakov, oroszul: Виктор Викторович Манаков (Budogoscs, 1960. július 28. – Moszkva, 2019. május 12.) olimpiai bajnok szovjet-orosz kerékpárversenyző.

## Pályafutása
Az 1980-as moszkvai olimpián 4000 méteres csapat üldözőversenyben aranyérmet szerzett Valerij Movcsannal, Vlagyimi Oszokinnel és Vitalij Petrakovval. 1979 és 1987 között a világbajnokságokon egy arany-, két ezüst-, és egy bronzérmet nyert.

## Sikerei, díjai
4000 m, csapat üldözőverseny
- Olimpiai játékok
  - aranyérmes: 1980, Moszkva
- Világbajnokság
  - aranyérmes: 1987
  - ezüstérmes: 1979, 1980
  - bronzérmes: 1986